# SB Chiemgau Traunstein
Der Sportbund Chiemgau Traunstein e. V., kurz SB Chiemgau Traunstein oder SBC Traunstein, oft nur SBC ist ein Sportverein aus der oberbayerischen Stadt Traunstein mit den Abteilungen Breitensport, Fußball, Handball, Leichtathletik und Taekwondo.
Er entstand in seiner heutigen Form 2012 durch die Verschmelzung der Vereine 1. FC Traunstein, ESV Traunstein und JFG Chiemgau Traunstein.
Die Herrenmannschaft der Fußballabteilung spielt seit der Saison 2018/19 in der sechstklassigen Landesliga Bayern Südost, die Herrenmannschaft der Handballabteilung in der Bezirksliga.

## Geschichte

### Geschichte der Vorgängervereine

#### 1. FC Traunstein
Der 1. FC Traunstein wurde 1910 als Fußballabteilung des Turnverein Traunstein 1864 e. V. gegründet, welche 1926 ausgegliedert und ein eigener Verein wurde. Er war bis in die 1990er Jahre ein reiner Fußballverein.

#### ESV Traunstein
Der ESV Traunstein wurde 1930 gegründet und war im Gegensatz zum FC immer ein Mehrspartensportverein. Die Fußballmannschaft des Vereins feierte vor allem in dessen jüngerer Geschichte seine größten Erfolge und lag zum Zeitpunkt der Verschmelzung mit dem FC gleichauf.

#### JFG Chiemgau Traunstein
Die JFG Chiemgau Traunstein wurde 2007 gegründet und war eine Juniorenfördergemeinschaft, in der die Juniorenmannschaften von ESV und FC ab der D-Jugend (U12) zusammengefasst wurden.

### Verschmelzung 2012
Bereits 1994 wurde über ein Zusammenschluss der beiden Traditionsvereine diskutiert. Dieser Vorschlag wurde jedoch aufgrund jahrzehntelanger Rivalität zerschlagen. Auch der zweite Versuch knappe zehn Jahre später scheiterte. Im Jahre 2012 konnte man sich schließlich einigen und am 22. April erfolgte die Verschmelzung des FC, ESV und der JFG Chiemgau Traunstein, einer 2007 gegründeten Juniorenfördergemeinschaft der beiden Vereine.

## Fußball
Da beide Vorgängervereine zur Zeit des Zusammenschlusses in der Bezirksliga spielten, startete der SBC in seiner ersten Saison als neuer Verein ebenfalls dort. Schon im dritten Anlauf wurde man mit elf Punkten Vorsprung auf den Tabellenzweiten SV DJK Kolbermoor Erster und stieg unter Trainer Adam Gawron in die Landesliga auf.
In der ersten Landesligasaison der Vereinsgeschichte erreichte man am Ende einen akzeptablen 8. Rang. Ein Jahr darauf in der Saison 2016/17 scheiterte der SBC unter Jochen Reil sogar nur knapp an der Meisterschaft mit drei Punkten hinter dem TuS Holzkirchen. Somit stieg man zwar nicht direkt auf, qualifizierte sich jedoch für die Relegation zur Bayernliga. Dort trafen die Traunsteiner zunächst auf den damals von Klaus Augenthaler trainierten SV Donaustauf, den Zweiten der Landesliga Mitte. Nach einem 2:1-Heimsieg vor knapp über 1000 Zuschauern und einem 1:0-Auswärtserfolg zog man in die zweite Runde der Relegation ein. Die Chiemgauer mussten gegen den TSV Bogen antreten, welcher versuchte, den Abstieg aus der Bayernliga zu vermeiden. Traunstein konnte erneut das Heimspiel vor 1400 Zuschauern im heimischen Jakob Schaumaier Sportpark für sich entscheiden und gewann mit 2:0. In Bogen lag man lange Zeit mit 0:1 hinten und es blieb bis zum Schluss spannend. Doch mit dem Ausgleichstreffer durch einen Elfmeter in der 89. Minute machte Alexander Köberich alles klar und Traunstein stieg in die Bayernliga auf.
In der ersten Bayernligasaison erreichte man lediglich den 15. Tabellenplatz und musste abermals in der Relegation zwischen Landes- und Bayernliga antreten. Dort traf man auf den Ligakonkurrenten BCF Wolfratshausen. Nach einem 1:1-Unentschieden im Hinspiel und einer 1:3-Niederlage im Rückspiel, musste der SBC Traunstein den direkten Wiederabstieg antreten.
| Saison    | Platz | Tore  | Punkte | Spiele | Zusch.-Schnitt | Zusch.-Tabelle | bester Torschütze (Tore)                          |
| --------- | ----- | ----- | ------ | ------ | -------------- | -------------- | ------------------------------------------------- |
| 2012/13   | 08.   | 49:44 | 42     | 30     | 148            | 07.            | Stefan Mauerkirchner (15)                         |
| 2013/14   | 03.   | 82:41 | 54     | 30     | 269            | 01.            | Maximilian Probst (24)                            |
| 2014/15   | 01.   | 74:31 | 68     | 30     | 482            | 02.            | Stefan Mauerkirchner (13), Maximilian Probst (13) |
| 2015/16   | 08.   | 42:47 | 47     | 34     | 550            | 01.            | Stefan Mauerkirchner (11)                         |
| 2016/17   | 02.   | 50:29 | 63     | 32     | 596            | 01.            | Stefan Mauerkirchner (10), Maximilian Probst (10) |
| 2017/18   | 15.   | 49:63 | 41     | 36     | 635            | 01.            | Maximilian Probst (13)                            |
| 2018/19   | 14.   | 54:58 | 36     | 34     | 342            | 02.            | Stefan Mauerkirchner (12)                         |
| 2019–21 1 | 04. 2 | 44:50 | 44     | 27     | 514 3          | 01.            | Kurt Weixler (9)                                  |
| 2021/22   | 14.   | 52:66 | 42     | 34     | 352            | 01.            | Kenan Smajlovic (10)                              |
| 2022/23   | 02.   | 67:55 | 58     | 34     | 459            | 01.            | Julian Höllen (17)                                |
| 2023/24   | 05.   | 75:50 | 55     | 34     | 479            | 01.            | Sascha Marinkovic (18)                            |

### Spielstätten
Nach der Verschmelzung von FC und ESV, begann man mit dem Abbruch des Triftstadion, die Heimat des 1. FC Traunstein, welches sich im Stadtteil Au unmittelbar unterhalb der Altstadt befand. Auf dem alten Gelände stehen heute Mehrfamilienhäuser. Die Spiele des neuen Vereins wurden von nun an im Stadion am Viadukt, die alte Spielstätte des ESV Traunstein ausgetragen. Gleichzeitig wurde mit dem Bau des neuen Sportparks begonnen, wofür das Gelände der direkt aneinander angrenzenden ehemaligen Trainingsplätze von FC und ESV im Stadtteil Empfing diente. In der Saison 2013/14 mussten die ersten 5 Heimspiele des SBC noch auf dem Fußballplatz in der Nachbargemeinde Surberg ausgetragen werden und auch nach der Fertigstellung des neuen Sportparks, der damals noch den Namen EHG Sportpark trug, spielte man noch zwei Spiele auf dem Nebenplatz. Die erste Partie im neuen Stadion fand gegen den FC Töging vor 500 Zuschauern statt. Das Stadion am Viadukt musste nun einer neuen Sportanlage weichen und wurde abgebrochen. An dieser Stelle wurde ein neues Gebäude mit einer Leichtathletikanlage und einem Kunstrasenplatz errichtet.
Insgesamt gibt es im Sportpark 10 Fußballplätze, davon ein Hauptspielfeld, einen Nebenplatz, 6 Trainingsplätze, einen Kunstrasenplatz und einen öffentlichen Freizeitplatz.
Das Funktionsgebäude des Jakob Schaumaier Sportpark besitzt eine Tribüne, auf der 467 Zuschauer auf überdachten Sitzplätzen und ca. 150 auf überdachten Stehplätzen Platz finden. Im Obergeschoss befinden sich eine Stadiongaststätte mit Kiosk, Büroräume, eine Hausmeisterwohnung und Sanitäreinrichtungen für Zuschauer und die Gaststätte. Im Untergeschoss gibt es Trainer-, Schiedsrichter- und 6 Mannschaftskabinen mit sanitären Anlagen. Außerdem befinden sich hier ein Trikotwasch- und Lagerraum sowie Lagerflächen für Trainingsgeräte und die Technikräume.
Aufgrund des ungünstigen Standorts des Stadions im Hochwassergebiet der Traun mussten um die Plätze Schutzwälle errichtet werden, die zusätzlich als Wege und Stehplätzen am Spielfeldrand dienen.
Die Umbenennung des Sportparks in Jakob Schaumaier Sportpark erfolgte 2014.
Die Anschrift des Funktionsgebäudes lautet seit 2015 zu Ehren des 2011 verstorbenen und langjährigen Vorsitzenden des 1. FC Traunstein Helmut Schreiner Helmut-Schreiner-Weg 1. Er war einer der Hauptinitiatoren des Zusammenschlusses der Vereine und des Stadionbaus.

### Jugendarbeit
Traunstein ist in der Region ein wichtiger Standort für Talentförderung. Vor allem weil der SBC Traunstein 2016 eines von 19 landesweiten BFV-Nachwuchsleistungszentren wurde. Am Ende der Saison 2017/18 erreichten vier Jugendmannschaften den 1. Tabellenplatz. In die Saison 2018/19 startet der SBC mit vier Jugendmannschaften in der Bezirksoberliga.

## Handball
Die Frauenmannschaft des ESV Traunstein wurde 1976 Bayerischer Meister (3. Liga) und war damit auch Aufsteiger in die Regionalliga, damals zweithöchste Spielklasse im deutschen Handball-Ligasystem, in der sie sich drei Jahre halten konnten.
Die Handballabteilung des SB Chiemgau nimmt mit einer Herrenmannschaft und neun Nachwuchsmannschaften am Spielbetrieb des Bayerischen Handballverbandes (BHV) teil. Die erste Herrenmannschaft spielt 2024/25 in der Bezirksliga.

### Erfolge
| Männer - Aufstieg in die Landesliga (5. Liga) 2014 - Oberbayerischer Meister 2014 - Aufstieg in die Bezirksoberliga (Obb.) 2020 - Meister Bezirksliga (Oberbayern) 2020 | Frauen - Aufstieg in die Regionalliga (2. Liga) 1976 - Bayerischer Meister (3. Liga) 1976 - Aufstieg in die Bezirksliga (Oberbayern) 2013 - Meister Bezirksklasse (Oberbayern) 2013 |